# 15 novembre dans les chemins de fer
15 octobre 15 décembre
Chronologies thématiques
- Croisades
- Sports
- Disney

Cette page concerne les événements qui se sont déroulés un 15 novembre dans les chemins de fer.

## Événements

### XIXesiècle
- 1833 : en France, mise en service de Saint-Bonnet-les-Oules - Andrézieux troisième section de la ligne Andrézieux - Le Coteau

### XXesiècle
- 1907 : en France, ouverture de la section Lancry - Gare du Nord de la ligne 5 du métro de Paris.
- 1913 : en France, la station Vaugirard de la ligne 4 du métro de Paris prend son nom actuel : Saint-Placide.
- 1950 : en Norvège, une collision près de la gare de Hjuksebø entre un train de voyageurs et deux wagons de marchandise fait 14 morts et 6 blessés graves.